# Duo pour basson et contrabasse
Duo pour basson et contrabasse (Frans voor Duet voor fagot en contrabas) is een compositie van Albert Roussel. Roussel schreef het werkje met in het achterhoofd de wereldberoemde dirigent Serge Koussevitzky, die als “eigen” muziekinstrument de contrabas bespeelde. Deze dirigent uit Boston werd in 1925 toegelaten als Ridder in het Franse Legioen van Eer en had al eerder leiding gegeven aan uitvoeringen van werken van Roussel, bijvoorbeeld diens Symfonie nr. 2 in 1922.
De eerste uitvoering van het vier minuten durende werkje vond plaats in het hotel waar Koussevitzky verbleef. Een publieke uitvoering kwam waarschijnlijk pas twaalf jaar later. Het staat tegelijk bekend als muzikaal grapje en behoorlijk technisch. Vanwege het eerste kreeg het geen opusnummer. 
Er verscheen later een versie voor fagot en cello.